# Rebollosa de Jadraque
Rebollosa de Jadraque ist ein Ort und eine Gemeinde (municipio) mit 10 Einwohnern (Stand: 2024) im Nordwesten der Provinz Guadalajara in der Autonomen Gemeinschaft Kastilien-La Mancha in Zentralspanien. 

## Lage und Klima
Rebollosa de Jadraque liegt in einer Höhe von ca. 1020 m in der Kulturlandschaft der Serranía. Die Entfernung zur südsüdwestlich gelegenen Provinzhauptstadt Guadalajara beträgt ca. 52 Kilometer (Fahrtstrecke). Das Klima ist gemäßigt bis warm; Regen (523 mm/Jahr) fällt übers Jahr verteilt.

## Bevölkerungsentwicklung
| Jahr      | 1970 | 1981 | 1991 | 2001 | 2011 | 2021 |
| Einwohner | 85   | 44   | 40   | 26   | 15   | 9    |

## Sehenswürdigkeiten
- Kirche
- Marienkapelle